# Choi Hyo-jin
Choi Hyo-jin (최효진?, 崔孝鎮?; 18 agosto 1983) è un calciatore sudcoreano, di ruolo difensore del Sangju.

## Statistiche

### Cronologia presenze e reti in Nazionale
| Cronologia completa delle presenze e delle reti in nazionale ― Corea del Sud | Cronologia completa delle presenze e delle reti in nazionale ― Corea del Sud | Cronologia completa delle presenze e delle reti in nazionale ― Corea del Sud | Cronologia completa delle presenze e delle reti in nazionale ― Corea del Sud | Cronologia completa delle presenze e delle reti in nazionale ― Corea del Sud | Cronologia completa delle presenze e delle reti in nazionale ― Corea del Sud | Cronologia completa delle presenze e delle reti in nazionale ― Corea del Sud | Cronologia completa delle presenze e delle reti in nazionale ― Corea del Sud |
| Data                                                                         | Città                                                                        | In casa                                                                      | Risultato                                                                    | Ospiti                                                                       | Competizione                                                                 | Reti                                                                         | Note                                                                         |
| ---------------------------------------------------------------------------- | ---------------------------------------------------------------------------- | ---------------------------------------------------------------------------- | ---------------------------------------------------------------------------- | ---------------------------------------------------------------------------- | ---------------------------------------------------------------------------- | ---------------------------------------------------------------------------- | ---------------------------------------------------------------------------- |
| 14-6-2008                                                                    | Aşgabat                                                                      | Turkmenistan                                                                 | 1 – 3                                                                        | Corea del Sud                                                                | Qual. Mondiali 2010                                                          | -                                                                            | 46’                                                                          |
| 22-6-2008                                                                    | Seul                                                                         | Corea del Sud                                                                | 0 – 0                                                                        | Corea del Nord                                                               | Qual. Mondiali 2010                                                          | -                                                                            |                                                                              |
| 10-9-2008                                                                    | Shanghai                                                                     | Corea del Nord                                                               | 1 – 1                                                                        | Corea del Sud                                                                | Qual. Mondiali 2010                                                          | -                                                                            | 78’                                                                          |
| 14-11-2008                                                                   | Doha                                                                         | Qatar                                                                        | 1 – 1                                                                        | Corea del Sud                                                                | Amichevole                                                                   | -                                                                            | 46’                                                                          |
| 1-2-2009                                                                     | Dubai                                                                        | Siria                                                                        | 1 – 1                                                                        | Corea del Sud                                                                | Amichevole                                                                   | -                                                                            | 46’                                                                          |
| 4-2-2009                                                                     | Dubai                                                                        | Bahrein                                                                      | 2 – 2                                                                        | Corea del Sud                                                                | Amichevole                                                                   | -                                                                            | 79’                                                                          |
| 11-8-2010                                                                    | Suwon                                                                        | Corea del Sud                                                                | 2 – 1                                                                        | Nigeria                                                                      | Amichevole                                                                   | 1                                                                            |                                                                              |
| 7-9-2010                                                                     | Seul                                                                         | Corea del Sud                                                                | 0 – 1                                                                        | Iran                                                                         | Amichevole                                                                   | -                                                                            | 70’                                                                          |
| 11-10-2010                                                                   | Seul                                                                         | Corea del Sud                                                                | 0 – 0                                                                        | Giappone                                                                     | Amichevole                                                                   | -                                                                            | 81’                                                                          |
| 30-12-2010                                                                   | Abu Dhabi                                                                    | Siria                                                                        | 0 – 1                                                                        | Corea del Sud                                                                | Amichevole                                                                   | -                                                                            | 86’                                                                          |
| 18-1-2011                                                                    | Doha                                                                         | Corea del Sud                                                                | 4 – 1                                                                        | India                                                                        | Coppa d'Asia 2011 - 1º turno                                                 | -                                                                            | 45’                                                                          |
| 9-2-2011                                                                     | Trebisonda                                                                   | Turchia                                                                      | 0 – 0                                                                        | Corea del Sud                                                                | Amichevole                                                                   | -                                                                            | 86’                                                                          |
| 25-3-2011                                                                    | Seul                                                                         | Corea del Sud                                                                | 4 – 0                                                                        | Honduras                                                                     | Amichevole                                                                   | -                                                                            | 81’                                                                          |
| 11-10-2011                                                                   | Suwon                                                                        | Corea del Sud                                                                | 2 – 1                                                                        | Emirati Arabi Uniti                                                          | Qual. Mondiali 2014                                                          | -                                                                            |                                                                              |
| 25-2-2012                                                                    | Jeonju                                                                       | Corea del Sud                                                                | 4 – 2                                                                        | Uzbekistan                                                                   | Amichevole                                                                   | -                                                                            |                                                                              |
| 29-2-2012                                                                    | Seul                                                                         | Corea del Sud                                                                | 2 – 0                                                                        | Kuwait                                                                       | Qual. Mondiali 2014                                                          | -                                                                            |                                                                              |
| 30-6-2012                                                                    | Berna                                                                        | Spagna                                                                       | 4 – 1                                                                        | Corea del Sud                                                                | Amichevole                                                                   | -                                                                            |                                                                              |
| 8-6-2012                                                                     | Doha                                                                         | Qatar                                                                        | 1 – 4                                                                        | Corea del Sud                                                                | Qual. Mondiali 2014                                                          | -                                                                            |                                                                              |
| Totale                                                                       |                                                                              | Presenze                                                                     | 18                                                                           |                                                                              | Reti                                                                         | 1                                                                            |                                                                              |